# Лауриновича, Аполония
Аполония Лауриновича (латыш. Apolonija Laurinoviča, 2 августа 1886, Андрупенская волость — 11 июля 1967) — латвийский политический деятель и врач. В 1920 году она была одной из шести женщин, избранных в Учредительное собрание, первых женщин-парламентариев Латвии. 

## Биография
Лауриновича родилась в 1886 году в Андрупенской волости. С 1905 по 1917 год она работала учительницей начальных классов в Санкт-Петербурге. Во время Первой мировой войны она преподавала в гимназии и участвовала в работе Латгальского общества помощи беженцам. В 1917—1918 годах она была членом Латгальского временного земельного совета. Она была кандидатом от Латгальской крестьянской партии на выборах в Учредительное собрание 1920 года и стала одной из избранных депутатов (вместе со своим братом Езупсом), проработав в Ассамблее до 1922 года.
С 1924 по 1927 год Лауриновича работала врачом в Даугавпилсской больнице. С 1924 по 1940 год она преподавала анатомию и физиологию в Даугавпилсском учительском институте, а с 1926 по 1938 год была директором Даугавпилсского детского дома Калкунай. Также она работала в редакции журнала «Latgolas Škola». Во время Второй мировой войны она эмигрировала и умерла в Лос-Анджелесе, США, в 1967 году.